# 중국땃쥐두더지
중국땃쥐두더지(Uropsilus soricipes)는 두더지과에 속하는 포유류의 일종이다. 중국 쓰촨성의 고유종이다. 자연 서식지는 온대 기후 지역의 숲이다.